# Drømmeland A/S
Drømmeland A/S er en dansk butikskæde, der forhandler madrasser og senge i kædens 26 forretninger over hele Danmark. 
Virksomheden har hovedkvarter i Bagsværd, og der er ca. 90 ansatte i Drømmeland A/S.
Møbelgården Bagsværd blev etableret i 1975. I 2005 skiftede virksomheden navn til Drømmeland. I 2021 blev virksomheden solgt til den hollandske sengeproducent Swiss Sense.